# 난쟁이햄스터
난쟁이햄스터 또는 드워프햄스터(dwarf Hamster)는 비단털쥐과 난쟁이햄스터속(Phodopus)에 속하는 햄스터(비단털쥐)의 총칭이다. 시리아햄스터에 비해 상대적으로 몸집이 작은 햄스터들을 일괄적으로 부르기도 한다. 난쟁이 햄스터의 크기는 몸집이 아주 작을 때는, 7cm~9cm 이고, 많이 클때는 10cm~12cm 정도 된다.
그리고 현재 종류는 스노우화이트, 펄, 펄짱, 푸딩, 사파이어(블루/크림), 정글리안이 있다.

## 하위 종
- 캠벨난쟁이햄스터 (Phodopus campbelli)
- 로보로브스키햄스터 (Phodopus roborovskii)
- 중가리아햄스터 (Phodopus sungorus)

## 반려동물
단독 생활을 하는 시리안 햄스터와는 달리 드워프 햄스터는 공동 생활을 하는 것으로 알려져 있지만, 이는 짝짓기를 하고 새끼를 암수가 공동 양육하는 기간 동안만 해당되며 소수 가족 단위로 이루어진 무리 생활을 뜻한다. 각각의 무리는 자신의 영역을 지키며 낯선 상대를 쫓아내기 위해서 사정없이 덤벼든다. 평소에 잘 지내던 햄스터들이 갑자기 싸움을 시작하여 서로를 물어 죽이기도 하는데, 서열 싸움이라고 볼 수도 있겠지만 넓게 보면 단독 생활을 하기 때문에 벌어지는 사고라고 할 수 있다. 따라서 드워프 햄스터가 공동 생활을 한다고 하여 작은 우리에 여러 마리를 기르는 것은 옳지 않으며 생후 3주 이후에는 분리하여 기르는 것이 좋다. 대표적인 애완용 드워프 햄스터로 캠벨 러시안, 윈터 화이트, 로보로브스키, 차이니즈 햄스터, 푸딩햄스터 등이 있다.